# Alicia Mastandrea
Alicia Ester Mastandrea es una arquitecta y política argentina de la Unión Cívica Radical, que se desempeñó como senadora nacional por la provincia del Chaco entre 2003 y 2007. Luego integró la Cámara de Diputados de la Provincia del Chaco hasta 2011, siendo su presidenta entre 2007 y 2009.

## Biografía
Estudió arquitectura en la Facultad de Arquitectura y Urbanismo de la Universidad Nacional de La Plata, donde participó activamente en el centro universitario, el cual presidió en 1971. Se graduó en 1974.
Fue investigadora, auxiliar docente, profesora adjunta y profesora titular en la Facultad de Arquitectura y Urbanismo de la Universidad Nacional del Nordeste.
Se convirtió en directora de Planeamiento de la municipalidad de Resistencia en 1980, ocupando el cargo hasta 1992, cuando fue nombrada subsecretaria de Obras Públicas de dicho municipio. Entre 1994 y 1995 fue subsecretaria de Planeamiento y Desarrollo Urbano Ambiental. En 1996 pasa al gobierno provincial como directora general de Planificación, Control y Obras Especiales de la Secretaría de Transporte Obras y Servicios Públicos, hasta 1999 cuando fue designada subsecretaria de Coordinación Interinstitucional en la misma Secretaría.
Durante el mismo período, se involucró en la Unión Cívica Radical (UCR), siendo coordinadora de grupos técnicos entre 1992 y 2002, y secretaria general del comité provincial de 2001 a 2005. También representó al Chaco en el Comité Nacional de la UCR entre 2003 y 2005, y ha sido Secretaria de la Mujer del comité chaqueño de la UCR.
Tras la renuncia de Eduardo Aníbal Moro, en diciembre de 2003 asumió como senadora nacional por Chaco, con mandato hasta 2007. Allí presidió el comité de Industria y Comercio e integró la delegación argentina al Parlamento del Mercosur. También fue secretaria de la comisión de Fiscalización de los Organismos y Actividades de Inteligencia; y vocal en las comisiones de Apoyo a las Obras del Río Bermejo; de Sistemas, Medios de Comunicación y Libertad de Expresión; de Legislación General; y de Educación, Cultura, Ciencia y Tecnología.
En las elecciones chaqueñas de 2007 fue elegida diputada provincial por la Alianza Frente de Todos. Fue juramentada como presidenta de la Cámara de Diputados del Chaco, siendo la primera mujer en el cargo. Finalizó su presidencia en 2009 y su mandato como diputada en 2011. Ese mismo año fue una de las autoras de la ley provincial que reconoció la Wiphala como emblema de los pueblos originarios.
En 2011 fue designada vicepresidenta primera del Comité Nacional de la UCR, acompañando a Mario Domingo Barletta hasta 2013.

## Obra
- Las Madreselvas (2016).[9]